# كيريل راكاروف
كيريل راكاروف (بالبلغارية: Кирил Ракаров)‏ كان لاعب كرة قدم بلغاري كان يلعب كمدافع. سبق له أن لعب في كأس العالم لكرة القدم مع منتخب بلاده. فاز بميدالية أوليمبية في مسابقة كرة القدم.

## المسيرة الاحترافية

### أندية لعب لها
- سسكا صوفيا

## روابط خارجية
- كيريل راكاروف على موقع الاتحاد الدولي (مؤرشف)  (الإنجليزية)
- كيريل راكاروف على موقع قاعدة بيانات كرة القدم.إي يو (الإنجليزية)
- كيريل راكاروف على موقع ناشيونال فوتبول تيمز (الإنجليزية)
- كيريل راكاروف على موقع أوليمبيديا (الإنجليزية)